# Стадион Насионал (1897)
Стадион Насионал (1897) (шп. Estadio Nacional del Perú) био је стадион у Лими, Перу. Изграђен је и кориштен за Првенство Јужне Америке у фудбалу 1919. године. Овај стадион са 40.000 места је користио Лима крикет у фудбалски клуб.
На овом стадиону су одиграна три првенства Јужне Америке и то Првенство Јужне Америке у фудбалу 1927, Првенство Јужне Америке у фудбалу 1935. и Првенство Јужне Америке у фудбалу 1939. Такође су на овом стадиону одигране Боливарске игре 1947/48.